# Vlastimil Hort
Vlastimil Hort (ur. 12 stycznia 1944 w Kladnie, zm. 12 maja 2025) – czechosłowacki szachista, od 1985 r. obywatel niemiecki, pretendent do tytułu mistrza świata w szachach.

## Kariera szachowa

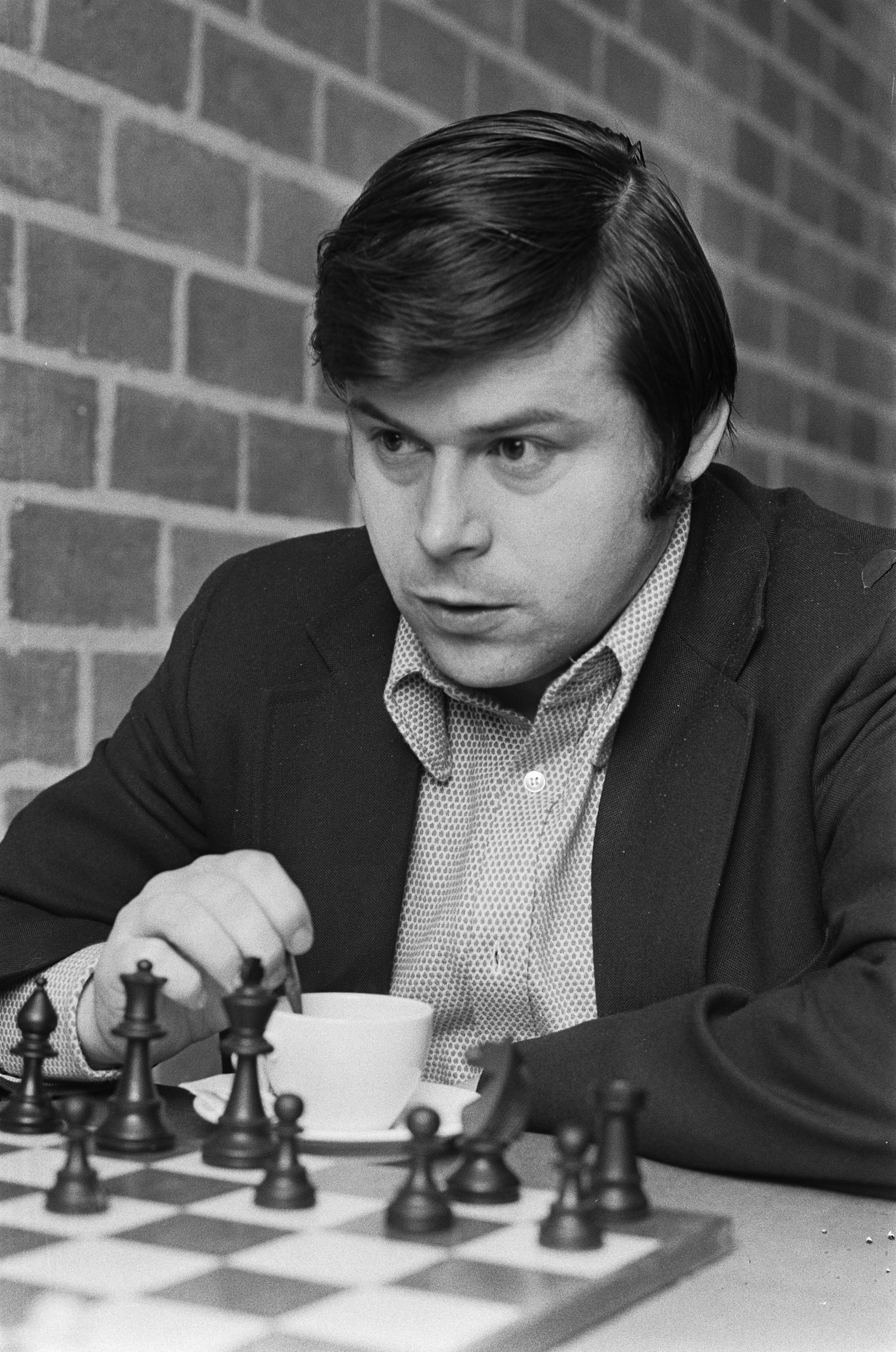
Vlastimil Hort, Wijk aan Zee 1973

Pierwsze sukcesy odniósł w mistrzostwach Czechosłowacji juniorów, dwukrotnie (w latach 1960 i 1962) zdobywając tytuły mistrza kraju. W roku 1962 otrzymał tytuł mistrza międzynarodowego, a trzy lata później – arcymistrza. W roku 1964 wystąpił w turnieju strefowym w Kecskemét, gdzie podzielił miejsce VII - VIII. W kolejnej eliminacji do mistrzostw świata, turnieju strefowym w Halle w roku 1967 zajął II miejsce i zakwalifikował się do turnieju międzystrefowego w Sousse, w którym podzielił VI - VIII miejsce i wystąpił w dogrywce o jedno miejsce premiowane awansem do meczów pretendentów (w rozegranym w Los Angeles barażu zajął drugie miejsce i nie awansował do grona pretendentów). Starty w dwóch kolejnych turniejach międzystrefowych (Palma de Mallorca 1970 i Petrópolis 1973) również nie przyniosły sukcesu w postaci awansu do meczów pretendentów.
Największy sukces osiągnął w roku 1976, zajmując w turnieju międzystrefowym w Manili III miejsce i zdobywając awans do ósemki pretendentów. Rozegrany w roku 1977 w Reykjavíku ćwierćfinałowy mecz przeciwko Borysowi Spasskiemu zakończył się po bardzo zaciętej walce jego porażką w stosunku 7½ – 8½.
W latach 1960–1984 reprezentował Czechosłowację na 11 szachowych olimpiadach, siedmiokrotnie na I szachownicy. Największym sukcesem zakończył się występ w roku 1982 w Lucernie, gdzie wraz z drużyną zdobył srebrny medal olimpijski. W swoim dorobku posiada również dwa medale indywidualne - srebrny (za rezultat 14½ pkt z 18 partii na I szachownicy w roku 1972 w Skopje) oraz brązowy (zdobyty w roku 1962 w Warnie na szachownicy III). Po zmianie obywatelstwa jeszcze trzykrotnie wystąpił na olimpiadach (w latach 1988–1992). Łącznie w turniejach olimpijskich rozegrał 197 partie, zdobywając 125½ pkt.
Był pięciokrotnym mistrzem Czechosłowacji (1970, 1971, 1972, 1975, 1977 i 1984) oraz trzykrotnie (1987, 1989 i 1991) zwyciężał w mistrzostwach Niemiec. Od początku swojej szachowej kariery był zawodnikiem bardzo aktywnym. Wystąpił w niezliczonej liczbie turniejów (zwyciężając w ponad 20), m.in. w meczu ZSRR – reszta świata, rozegranym w roku 1970 w Belgradzie, w którym pokonał na IV szachownicy Lwa Poługajewskiego w stosunku 2½ – 1½. Wielokrotnie występował również na turniejach w Polsce, m.in. trzykrotnie w memoriałach Akiby Rubinsteina, zwyciężając w roku 1977.
Najwyższy ranking w karierze osiągnął 1 stycznia 1977 r., z wynikiem 2620 punktów dzielił wówczas (wspólnie z Lwem Poługajewskim i Michaiłem Talem) 6-8. miejsce na światowej liście FIDE.

## „Metoda Horta”
Vlastimil Hort jest autorem oryginalnej metody ustalania wysokości nagród pieniężnych w przypadku dzielenia miejsc (przy równej liczbie punktów z gry), nazwanej jego nazwiskiem (metoda Horta).
Przykład:
- zawodnicy na miejscach II, III i IV uzyskali w końcowej tabeli równą liczbę punktów z gry; miejsca zostały ustalone na podstawie punktacji pomocniczej, ale regulamin przewidywał podział nagród finansowych wg metody Horta,
- regulamin przewidywał nagrodę pieniężną za II m. – 2000 zł, za III m. – 1500, zł, za IV m. – 1300 zł (suma tych trzech nagród wynosi 4800 zł),
- najpierw tę sumę dzieli się na dwie połowy czyli 2×2400 zł; podobnie wszystkie trzy nagrody również dzieli się na dwie połowy, czyli 2×1000, 2×750 i 2×650 zł,
- pierwszą połówkę nagród rozdziela się sprawiedliwie pomiędzy zainteresowanych czyli 2400:3=800 zł,
- drugą połówkę sumy nagród otrzymują zawodnicy według kolejności miejsc punktacji pomocniczej; w sumie zawodnik A otrzyma 800+1000=1800 zł, B – 800+750=1550 zł, C – 800+650=1450 zł,
- ogólna suma pozostaje bez zmian czyli 1800+1550+1450 = 4800 zł.

Dzięki tej metodzie, najwyżej zaszeregowany zawodnik nieco traci z regulaminowej nagrody, a zaszeregowany najniżej – trochę zyskuje.